# Gyula Lóránt
Gyula Lóránt (6. února 1923 – 31. května 1981) narozen jako Gyula Lipovics byl maďarský fotbalista a trenér chorvatského původu. Hrál na místě obránce a záložníka mezi jinými za týmy UTA Arad, Vasas SC, Honvéd a za maďarskou reprezentaci.
V padesátých letech patřil ke Zlaté jedenáctce, mezi její další hráče patřili Ferenc Puskás, Zoltán Czibor, Sándor Kocsis, József Bozsik a Nándor Hidegkuti.
Po skončení hráčské kariéry se stal trenérem, mezi jinými trénoval známé kluby Honvéd, FC Bayern Munich a PAOK Thessaloniki FC. Tým PAOK dovedl v roce 1976 k titulu řeckého přeborníka. Když vedl 31. května 1981 PAOK proti Olympiaku Pireus utrpěl infarkt myokardu a zemřel během hry ve věku 58 let.

## Biografie
Byl synem policisty a jako dobrovolník bojoval ve druhé světové válce na straně Německa. Profesionálním fotbalistou se stal v šestnácti letech, přesto  v padesátých letech studoval na univerzitě ekonomiku.
Gyula Lóránt začal fotbalovou kariéru v klubu Kõszeg SE v rodném městě, když jej pozval místní trenér. Poté hrál za Nagyváradi AC a UT Arad v Rumunsku. Když hrál za Vasas SC, mezi jeho spoluhráče patřil Ladislao Kubala, a slibná fotbalová kariéra pokračovala. Ale v lednu 1949 se v Maďarsku dostali k moci komunisté a Kubala uprchl ze země na korbě náklaďáku a postavil vlastní tým Hungaria se kterým hrál exhibiční přátelská utkání. V týmu hráli uprchlíci z Východu. Lóránt se také chtěl připojit ke Kubalovi, pokusil se o útěk, ale byl chycen a internován.

## Maďarským reprezentantem
Po intervenci Gusztáva Sebese, trenéra maďarské reprezentace byl Lóránt z internace propuštěn. V maďarské reprezentaci debutoval 19. října 1949 venku proti Rakousku. Sebes se osobně zaručil ministru vnitra a pozdějšímu maďarskému premiérovi Jánosi Kádárovi, že Lóránt z Vídně neuteče. Kádár souhlasil a Lóránt se odvděčil skvělým výkonem v zápase, který Maďaři vyhráli 4–3. Poté přestoupil do Honvédu kde spolu se šesti internacionály třikrát získal mistrovský titul. Jako hráč legendární Zlaté jedenáctky získal s reprezentací Maďarska zlatou olympijskou medaili v roce 1952, titul Středoevropského šampiona v roce 1953, dvakrát porazil Anglii a hrál ve finále Mistrovství světa ve fotbale 1954.

## Ocenění
hráč
Maďarsko
- Olympijský vítěz: 1
- * 1952
- Středoevropské mistrovství: 1
- * 1953
- Mistrovství světa
- * poražený finalista: 1954

Nagyváradi AC
- Mistr Maďarska: 1
- * 1944

UTA Arad
- Mistr Rumunska: 1
- * 1947

Honvéd
- Mistr Maďarska: 3
- * 1952, 1954, 1955

Trenér
PAOK Thessaloniki FC
- Mistr Řecka: 1
- * 1976